# Alfred Harrison Joy
Alfred Harrison Joy, ameriški astronom, * 23. september 1882, Greenville, Illinois, ZDA, † 18. april 1973, Pasadena, Kalifornija, ZDA.
Joy je določeval razdalje do zvezd in njihove radialne hitrosti.

## Priznanja

### Nagrade
- medalja Bruceove (1950)

### Poimenovanja
Po njem se imenuje udarni krater Joy na Luni in asteroid glavnega pasu 11769 Alfredjoy.